# مسرح ميراماري

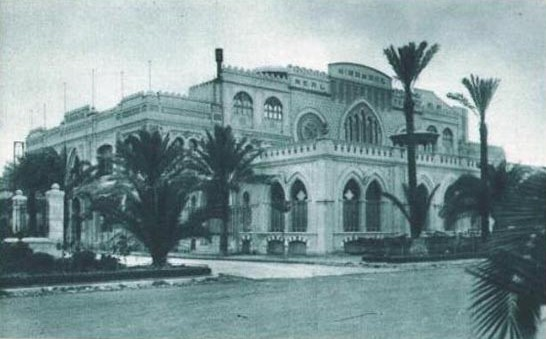
تياترو ميراماري. (الصورة في الربع الأول من القرن العشرين)

مسرح ميراماري أو تياترو ميراماري (بالإيطالية: Teatro Miramare)‏ كان أكبر مسارح العاصمة الليبية طرابلس. حمل عند انشائه اسم مسرح ميراماري الملكي "il Real Teatro Miramare" عرض به عدد من العروض الموسيقية والأوبرالية، منها أوبرا "Un ballo in maschera".
المسرح تم افتتاحه في العام 1925، وبني على غرار ما شهدته المدينة وقتئذ من أنماط العمارة الإيطالية المغايرة للمعمار الروماني التقليدي.
كان مقر المسرح في وسط المدينة ويقابله كورنيش طرابلس أو شارع الفتح والسراي الحمراء.
المسرح لم يعد موجودا حاليا، وكانت بعض الشخصيات بينها أحمد فؤاد شنيب (1923-2007) الذي شغل منصب وزير المعارف بين عامي (1963-1964) متحمسا لإنشاء دار الأوبرا في المسرح الذي أزيل الآن.

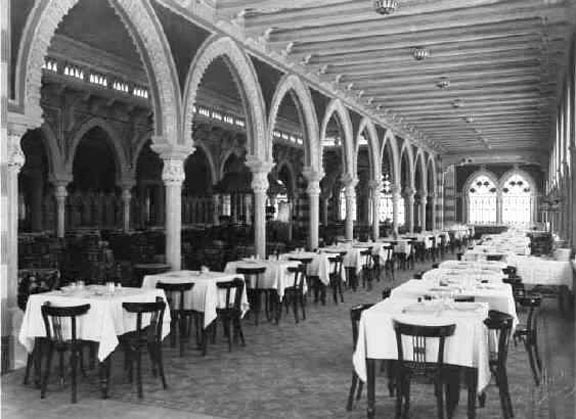
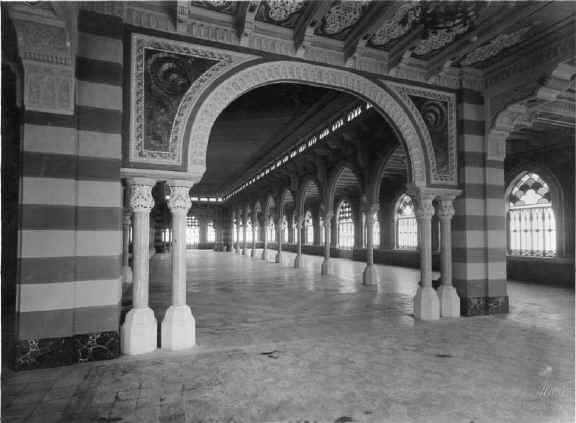
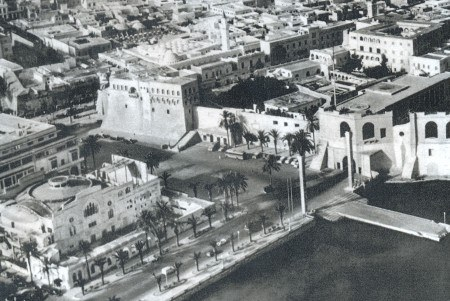